# T.K. Coleman
T.K. Coleman (Charleston, Carolina del Sur) es un autor, educador y filósofo estadounidense. 

## Biografía
Estudió en la Universidad de Míchigan Oriental.
Es Director de Educación Empresarial de la Fundación para la Educación Económica (Foundation for Economic Education o FEE). Supervisa el proyecto Revolución de Uno (Revolution of One) serie de talleres educativos, eventos en vivo, producciones de medios y contenido escrito que se centra en temas como la libertad personal, la autosuficiencia económica, el desarrollo del liderazgo y el poder de la creatividad individual.
Coleman se unió a Los Minimalistas como copresentador del podcast junto a los autores, blogeros y conferencistas Joshua Fields Millburn y Ryan Nicodemus en agosto de 2022.

## Libros
- 2015, Libertad sin permiso
- 2016, ¿Por qué no has leído este libro?

## Filmografía
- 2018, ¿Eres más inteligente que un estudiante de quinto grado? (serie de televisión)
- 2021, Minimalismo: Menos es ahora